# HTBノンフィクション
『HTBノンフィクション』（エイチティービーノンフィクション）は、2010年から北海道テレビ放送（HTB）で不定期で放送されている、ドキュメンタリー番組である。

## 概要
土曜・日曜に放送されることが多い。

## 放送リスト
| タイトル                                                                    | 放送日・時間                     | 出演者                                | ナレーター                  | 受賞等 |
| --------------------------------------------------------------------------- | -------------------------------- | ------------------------------------- | --------------------------- | --- |
| ママからのバトン                                                            | 2010年11月20日（土）10時50分 -   |                                       | 五十嵐いおり★               | |
| 斎藤佑樹が拓く道                                                            | 2010年11月28日（日）16時55分 -   | 斎藤佑樹                              | 谷口直樹★                   | |
| 生と死の医療                                                                | 2010年12月4日（土）10時50分 -    | 鹿野恒                                | 森さやか★                   | |
| すぅ～と走って10秒台陸上福島千里悩んで笑って世界へ                          | 2011年2月5日（土）16時 -         | 福島千里                              | 佐藤麻美★                   | |
| HOP SWING JUMP～天才サックス女子高生 エレナ～                               | 2011年3月27日（日）0時30分 -     | 寺久保エレナ                          | 安田顕                      | |
| 鬼コーチときどきおじいちゃん ～札幌山の手バスケット部 41年目の頂点～        | 2011年5月7日（土）10時20分 -     | 上島正光                              | 永井くみ子                  | |
| 市長は30歳～再生のマチ 夕張～                                               | 2011年5月21日（土）10時20分～    | 鈴木直道                              | 大野恵★                     | |
| 「先生、あのね・・・」～詩集「サイロ」の50年                                | 2011年5月28日（土）16時 -        |                                       | 五十嵐いおり★               | |
| おらがまちの花火                                                            | 2011年9月3日（土）10時20分 -     |                                       | 五十嵐いおり★               | |
| 「お楽しみは高齢(これ)からだ！」                                            | 2011年12月17日（土）10時20分 -   |                                       | 五十嵐いおり★               | |
| 夢を正夢に～北海道日本ハム監督・栗山英樹～                                  | 2012年3月31日（土）10時20分 -    | 栗山英樹                              | 吉田理恵★                   | |
| 国の責任を問うということ～由仁町C型肝炎訴訟の行方～                         | 2012年5月19日（土）16時30分～    |                                       | 森さやか★                   | |
| あの坂へ いそげ ～ずっと奥尻(ここ)で語り継ぐ～                              | 2012年7月28日（土）10時20分 -    |                                       | 大野恵★                     | |
| デカスリートのでかい夢～陸上 十種競技 48年ぶり五輪へ～                      | 2012年8月4日（土）10時20分 -     | 右代啓祐                              | 岸健介                      | |
| ひとりじゃないよ～そらぷちが描いた虹～                                      | 2012年9月22日（土）16時30分 -    |                                       | 森さやか★                   | |
| 魂を言葉にこめて～北海道日本ハム監督・栗山英樹の一年～                      | 2012年11月24日（土）12時 -       | 栗山英樹                              | 永井くみ子                  | |
| 王国崩壊                                                                    | 2012年12月30日（日）15時55分 -   |                                       | 国井美佐★                   | |
| ありがとう いのち ～みんなきみが大事～                                      | 2013年5月5日（日）16時30分 -     |                                       | 藤尾仁志 大野恵★            | 平成25年日本民間放送連盟賞 特別表彰部門 青少年向け番組 最優秀賞 |
| ヒグマ 最後の夏 ～駒大岩見沢・挑み続けた甲子園～                            | 2013年7月27日（土）6時 -         |                                       | 柳田知秀★                   | |
| 託したものは ～ＴＰＰと北海道農業 参院選の記録～                            | 2013年8月3日（土）6時 -          |                                       | 大野恵★                     | |
| 踊る神主 ～消えゆく〝舞い〟を継ぐ者～                                       | 2013年10月12日（土）6時 -        |                                       | 西野志海★                   | |
| ゆがんだレール～ＪＲ北海道軌道修正のカギ～                                  | 2013年10月26日（土）6時 -        |                                       | 大野恵★                     | |
| 再び、甲子園へ～駒大苫小牧・頂点への挑戦～                                  | 2014年3月15日(土) 15時30分 -     |                                       | 谷口直樹★                   | |
| 未来へつなぐ笑顔の絆～アイスホッケー女子日本代表の挑戦～                    | 2014年3月23日(日) 1時 -          | 坂上智子 平野由佳                     | 佐藤麻美★                   | |
| 湿原のイマージュ ～HTB釧路支局発カメラマン日記～                            | 2014年3月30日(日) 1時50分 -      |                                       | 漣彰人★                     | |
| 復興を喰らう ～12億円を使い切った男～                                       | 2014年4月5日(土) 6時30分 -       |                                       | 山口成子                    | |
| 対岸の原発 函館市はなぜ国を訴えたのか                                       | 2014年8月2日(土) 6時30分 -       |                                       | 大野恵★                     | |
| 稲葉篤紀 全力疾走の証～絆と夢と北の大地～                                   | 2014年11月15日(土) 15時15分 -    | 稲葉篤紀                              | 森さやか★                   | |
| 誰が為の選挙                                                                | 2014年12月29日(月) 0時10分 -     |                                       | 西野志海★                   | |
| 知床 オスグマの宿命                                                         | 2015年1月31日(土)6時30分 -       |                                       |                             | |
| 海は与え、海は奪う                                                          | 2015年2月7日(土)6時30分 -        |                                       |                             | |
| ふるさとを看取る ～ダムに沈む大夕張～                                       | 2015年2月14日(土)6時30分 -       |                                       |                             | |
| 小さなお餅屋さん ～ふるさとの片隅で～                                       | 2015年3月21日(土)6時30分 -       |                                       | 森さやか★                   | |
| 〝狂走〟の果てに 砂川5人死傷 飲酒運転の悲劇                                 | 2015年8月15日（土）16時55分 -    |                                       | 大野恵★ 福田太郎★           | |
| 天売島の幸せ探し 楽園はだれのもの                                           | 2015年11月28日(土)6時 -          |                                       | 森さやか★                   | |
| 中田翔知られざる素顔 ～苦悩と成長の８年間                                   | 2015年12月5日(土)9時50分 -       | 中田翔                                | 菊地友弘★                   | |
| 祈り～チェロ土田英順鎮魂の響き～                                            | 2015年12月28日(月)0時50分 -      | 土田英順                              | 森さやか★                   | |
| おはよう。いただきます。さようなら。～弁華別小最後の一年～                  | 2016年4月2日(土)6時00分 -        |                                       | 森さやか★                   | 平成28年日本民間放送連盟賞 特別表彰部門 青少年向け番組 優秀賞 |
| 選挙？マジか！～18歳、初めて投票した夏～                                    | 2016年7月23日（土）2時10分 -     |                                       |                             | |
| イチオシ！老いるショックスペシャル ともに明日へ～認知症患者がつなぐタスキ～ | 2016年10月15日（土）10時20分 -   |                                       |                             | |
| 道なき道を～大谷翔平の現在地～                                              | 2016年12月17日（土）9時50分 -    | 大谷翔平                              |                             | |
| レジェンド ～不屈の男・葛西紀明の挑戦～                                     | 2017年2月11日（土）深夜1時 -     | 葛西紀明                              |                             | |
| 誰が為の町内会                                                              | 2017年5月27日（土）深夜0時30分 - |                                       | 斎藤歩 国井美佐★            | |
| カムイの鳥の軌跡 ～オオジシギ 2つの物語～                                   | 2017年8月14日（月）9時55分 -     |                                       | 萩原聖人 森さやか★          | |
| わや～2017年総選挙 北海道の戦い～                                           | 2017年10月23日（月）14時 -       |                                       | 森さやか★                   | |
| 涙を笑顔に変える場所～ジャンパー伊藤有希の挑戦～                            | 2018年3月17日（土）10時20分 -    | 伊藤有希                              | 室岡里美★                   | |
| ５００ｍの、その先に～ベテランスケーターの選択～                            | 2018年3月24日（土）深夜0時45分 - | 長島圭一郎 及川佑 清水宏保            |                             | |
| 聞こえない声～アイヌ遺骨問題 もう一つの150年～                              | 2018年4月23日（月）深夜1時20分 - |                                       | 秋辺マナ 佐藤良諭★          | |
| ごはんだよ。 ～にじ色こども食堂～                                           | 2018年5月5日（土）10時20分 -     |                                       | 森さやか★                   | |
| 判決 国に〝ウソつき〟とされて                                               | 2018年5月17日 (木) 9時55分 -     |                                       | 森さやか★                   | |
| 37ヘクタールの"夢リビング" ～密着！ファイターズ ボールパーク構想～          | 2018年5月23日 (水) 9時55分 -     | 前沢賢 小川太郎 川村裕樹              | 室岡里美★                   | |
| CHANATHIP～北海道へかける想い～                                             | 2019年2月16日 (土) 10時48分 -    | チャナティップ・ソングラシン          | 藤野直彦                    | |
| 札幌交響楽団 喝采                                                           | 2019年3月15日（金）深夜0時50分 - | 札幌交響楽団                          | 佐藤良諭★ 森さやか★         | |
| "逆境"の先に ～最年少知事の歩む道～                                         | 2019年4月13日 (土) 10時48分 -    | 鈴木直道 石川知裕                     | 菊地友弘★ 大野恵★           | |
| アイヌの誇り 胸に～受け継がれし エカシの言葉～                              | 2020年2月2日（日）10時 -         |                                       |                             | World Media Festivals 2022 Television & Corporate Media Awards "intermedia-globe SILVER Award" 第57回ギャラクシー賞 テレビ部門奨励賞 令和2年 日本民間放送連盟賞 北海道・東北地区審査会       |
| おっぱい２つとってみた ～46歳両側乳がん～                                   | 2020年5月9日 (土) 15時 -         | 阿久津友紀                            |                             | World Media Festivals Television & Corporate Media Awards "intermedia-globe SILVER Award" 2020年日本民間放送連盟賞 番組部門 テレビ報道番組優秀賞 受賞 第58回（2020年度）ギャラクシー賞奨励賞 |
| 折茂 ４９歳の決断 -秘めた苦悩-                                              | 2020年5月30日 (土) 10時40分 -    | 折茂武彦                              | 谷口直樹★                   | |
| たづ鳴きの里～タンチョウを呼ぶ農民たちの1500日～                            | 2020年6月27日（土）1時30分 -     |                                       | 森さやか★ 藤村忠寿 嬉野雅道 | |
| 秋刀魚が消えた サンマのまち                                                 | 2020年12月28日（月）16時10分 -   |                                       | ヒロ福地                    | |
| 過疎を取るか 核を取るか～「核のごみ」 揺れるマチの針路は～                  | 2021年3月14日（日）10時30分 -    |                                       | 山根基世                    | |
| 未来へ恩返し －小学校設立 元プロ野球選手の挑戦－                            | 2021年9月18日（土）11時10分 -    | 田中賢介                              | 室岡里美★                   | |
| 夢のあとに‐東京五輪は何を残したか‐                                          | 2021年10月18日(月)0時25分 -      | 金井大旺 山本幸平 北口榛花 寺田明日香 | 土屋まり★                   | |
| 「顔」 －その思惑と誤算－                                                   | 2021年11月5日（金）深夜2時15分 - | 高橋はるみ 逢坂誠二 鈴木宗男          | 福永裕梨★                   | |
| ただいま！～ロコ・ソラーレの1457日～                                        | 2022年3月31日（木）14時20分 -    | ロコ・ソラーレ                        | 五十幡裕介★                 | |
| 看護師になりたかった...                                                     | 2022年5月29日（日）10時50分 -    |                                       |                             | |